# Peter de Klerk
Peter "Piet" de Klerk, född 16 mars 1935 i Pilgrim’s Rest i Mpumalanga, död 10 juli 2015 i Johannesburg, var en sydafrikansk racerförare.

## Racingkarriär
de Klerk var från början mekaniker som arbetade i Storbritannien en kort tid. Efter att ha återvänt hem deltog han som förare i Sydafrikas Grand Prix vid fyra tillfällen. Hans bästa formel 1-resultat var en elfteplats i Sydafrika 1970 i en Brabham-Ford. de Klerk tävlade därefter i sportvagnsracing till in på 1980-talet.

## F1-karriär
| Säsong | Stall/Tillverkare           | Poäng | Placering |
| ------ | --------------------------- | ----- | --------- |
| 1963   | Otello Nucci (Alfa Romeo)   | 0     | –         |
| 1965   | Otello Nucci (Alfa Romeo)   | 0     | –         |
| 1969   | Jack Holme (Brabham-Repco)  | 0     | –         |
| 1970   | Team Gunston (Brabham-Ford) | 0     | –         |